# Mălăiești (Naddniestrze)
Mălăiești (ros. Малаешты, ukr. Малаєшти) – wieś w Mołdawii, faktycznie na terenie nieuznawanego międzynarodowo Naddniestrza, w rejonie Grigoriopol, siedziba gminy o tej samej nazwie.

## Położenie
Miejscowość znajduje się na lewym brzegu Dniestru, pod faktyczną administracją Naddniestrza, w odległości 31 km od Grigoriopola.

## Historia
Wieś pierwszy raz wzmiankowana jest w źródłach w roku 1540. W 1779 r. miejscowość opisywano jako wieś liczącą 1779 mieszkańców, posiadającą własną cerkiew. W XIX w. ziemię we wsi nadano osadnikom bułgarskim. W 1859 r. wieś zamieszkiwało 1728 osób, natomiast w 1905 – 4160 mieszkańców. W ostatnich dziesięcioleciach Imperium Rosyjskiego we wsi otwarto dwie szkoły: najpierw w 1881, następnie w 1913 r. Obie prowadziło besarabskie ziemstwo. W okresie przynależności do ZSRR we wsi znajdował się kołchoz im. Siergieja Łazo, otwarta została szkoła średnia i klub.

## Demografia
Według danych spisu powszechnego w Naddniestrzu w 2004 r. wieś liczyła 5243 mieszkańców, z czego zdecydowaną większość, 5096 osób, stanowili Mołdawianie.